# Vrådal
Vrådal este o localitate din comuna Kviteseid, provincia Telemark, Norvegia.